# 2019-es ausztriai parlamenti választás
| Listavezető              | Sebastian Kurz          | Pamela Rendi-Wagner              | Norbert Hofer            | Werner Kogler            | Beate Meinl-Reisinger                    |
| ------------------------ | ----------------------- | -------------------------------- | ------------------------ | ------------------------ | ---------------------------------------- |
| Párt neve                | Osztrák Néppárt         | Ausztria Szociáldemokrata Pártja | Osztrák Szabadságpárt    | Osztrák Zöld Párt        | NEOS – Az Új Ausztria és Liberális Fórum |
| Szavazatok száma         | 1 789 417 37,5%         | 1 011 868 21,2%                  | 772 666 16,2%            | 664 055 13,9%            | 387 124 8,1%                             |
| Mandátumok               | Nemzeti Tanács:71 / 183 | Nemzeti Tanács:40 / 183          | Nemzeti Tanács: 31 / 183 | Nemzeti Tanács: 26 / 183 | Nemzeti Tanács: 15 / 183                 |
| Változás %               | 6.0                     | 5.7                              | 9.8                      | 10,1                     | 2,8                                      |
| Változás a mandátumokban | 9                       | 12                               | 20                       | 26                       | 5                                        |

A 2019-es ausztriai parlamenti választást 2019. szeptember 29-én tartották. A Nemzeti Tanács - az osztrák parlament alsóháza - 183 tagját választották meg. A választást a Sebastian Kurz vezette Osztrák Néppárt nyerte meg, mely a Zöld Párttal közös koalícióban kormányt alakított 2020. január 7-én.

## Háttér
Heinz-Christian Strache az alkancellári pozícióról 2019. május 18-án lemondani kényszerült, amikor az azóta "Ibiza-ügyként" elhíresülve nyilvánosságra került egy videófelvétel arról, hogy 2017-ben, még a győztes választás előtt tárgyalt egy magát orosznak kiadó személlyel. Erre Sebastian Kurz kancellár és Alexander Van der Bellen elnök  kihirdették előrehozott választást.

## A választási rendszer
A Nemzeti Tanács 183 tagját nyílt listás, arányos rendszerben választják, kilenc választókerületben, és 39 alválasztókerületben. A választókerületeket a tartományi rendszer alapján alakították ki, és különböző számú képviselőt delegálnak, 7 és 36 között. Az alválasztókerületek szintjén a Hare-kvóta, szövetségi szinten pedig a D’Hondt-módszer alapján osztják szét a mandátumokat. A küszöb 4 százalék, illetve egy mandátum valamelyik alválasztókerületben. A szavazók három preferenciaszavazatot adhatnak le, a szövetségi, az állami és a választókörzeti szinten.

## Az induló pártok és listák

### A jelenlegi Nemzeti Tanácsból
| Párt neve | Párt neve | Párt neve                                                                               | Ideológia                               | Párt elnök                            | 2017-es eredmények | 2017-es eredmények |
| Párt neve | Párt neve | Párt neve                                                                               | Ideológia                               | Párt elnök                            | Szavazatok (%)     | Mandátumok száma   |
| --------- | --------- | --------------------------------------------------------------------------------------- | --------------------------------------- | ------------------------------------- | ------------------ | ------------------ |
|           | ÖVP       | Osztrák Néppárt Österreichische Volkspartei                                             | Kereszténydemokrácia                    | Sebastian Kurz                        | 31.5%              | 62 / 183           |
|           | SPÖ       | Ausztria Szociáldemokrata Pártja Sozialdemokratische Partei Österreichs                 | Szociáldemokrácia                       | Pamela Rendi-Wagner                   | 26.9%              | 52 / 183           |
|           | FPÖ       | Osztrák Szabadságpárt Freiheitliche Partei Österreichs                                  | Jobboldali populizmus Euroszkepticizmus | Norbert Hofer                         | 26.0%              | 51 / 183           |
|           | NEOS      | NEOS – Az Új Ausztria és Liberális Fórum NEOS – Das Neue Österreich und Liberales Forum | Liberalizmus Európa-pártiság            | Beate Meinl-Reisinger                 | 5.3%               | 10 / 183           |
|           | JETZT     | Peter Pilz listája JETZT – Liste Pilz                                                   | Baloldali populizmus Zöldpolitika       | Maria Stern (listavezető: Peter Pilz) | 4.4%               | 7 / 183            |

### Más indulók
- Osztrák Zöld Párt (GRÜNE)
- Szövetség Ausztria Jövőjéért (BZÖ)[4]

### Listavezetők

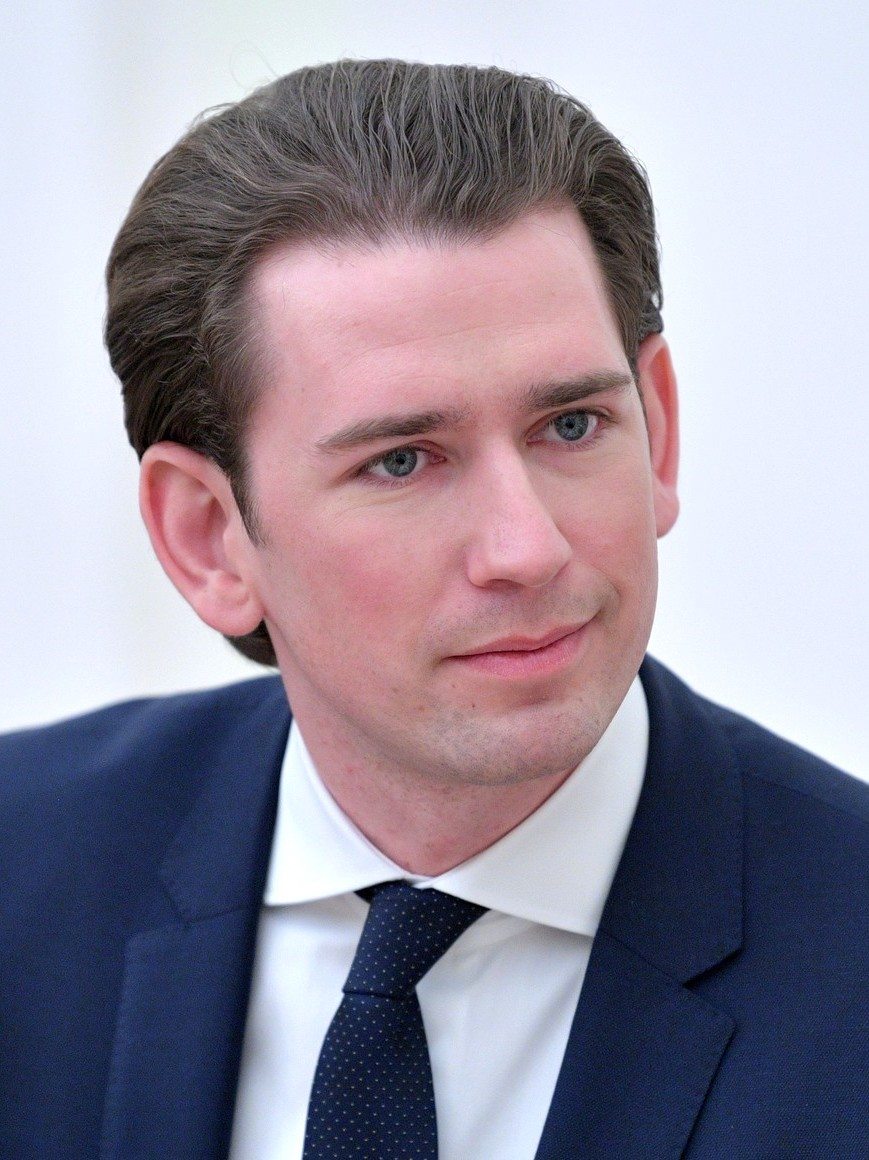
Sebastian Kurz (ÖVP)
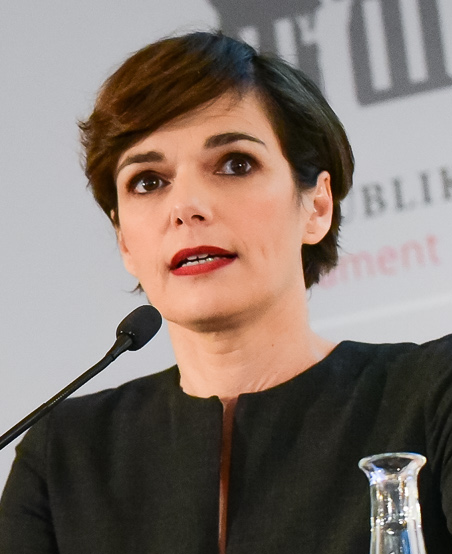
Pamela Rendi-Wagner (SPÖ)
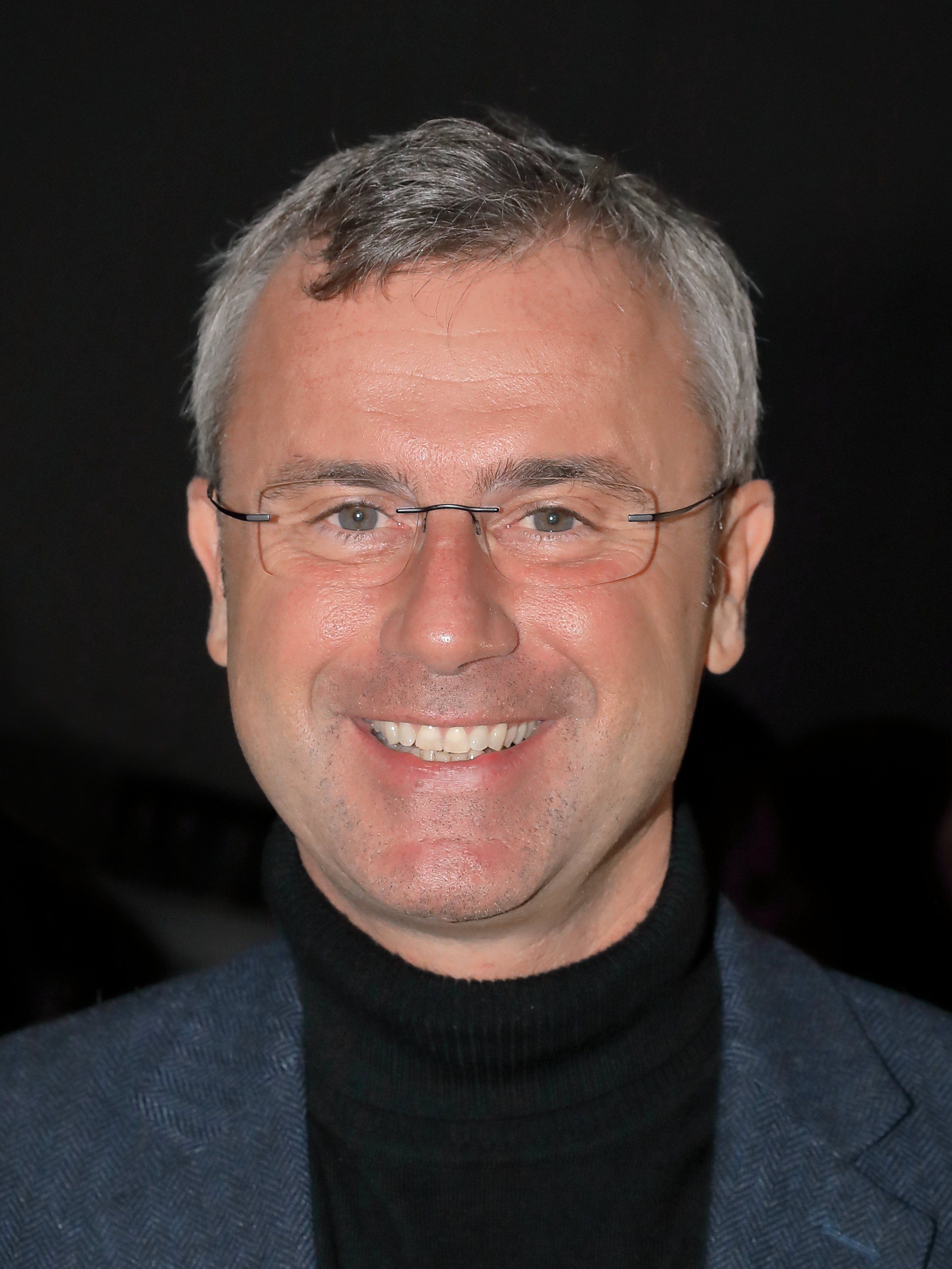
Norbert Hofer (FPÖ)
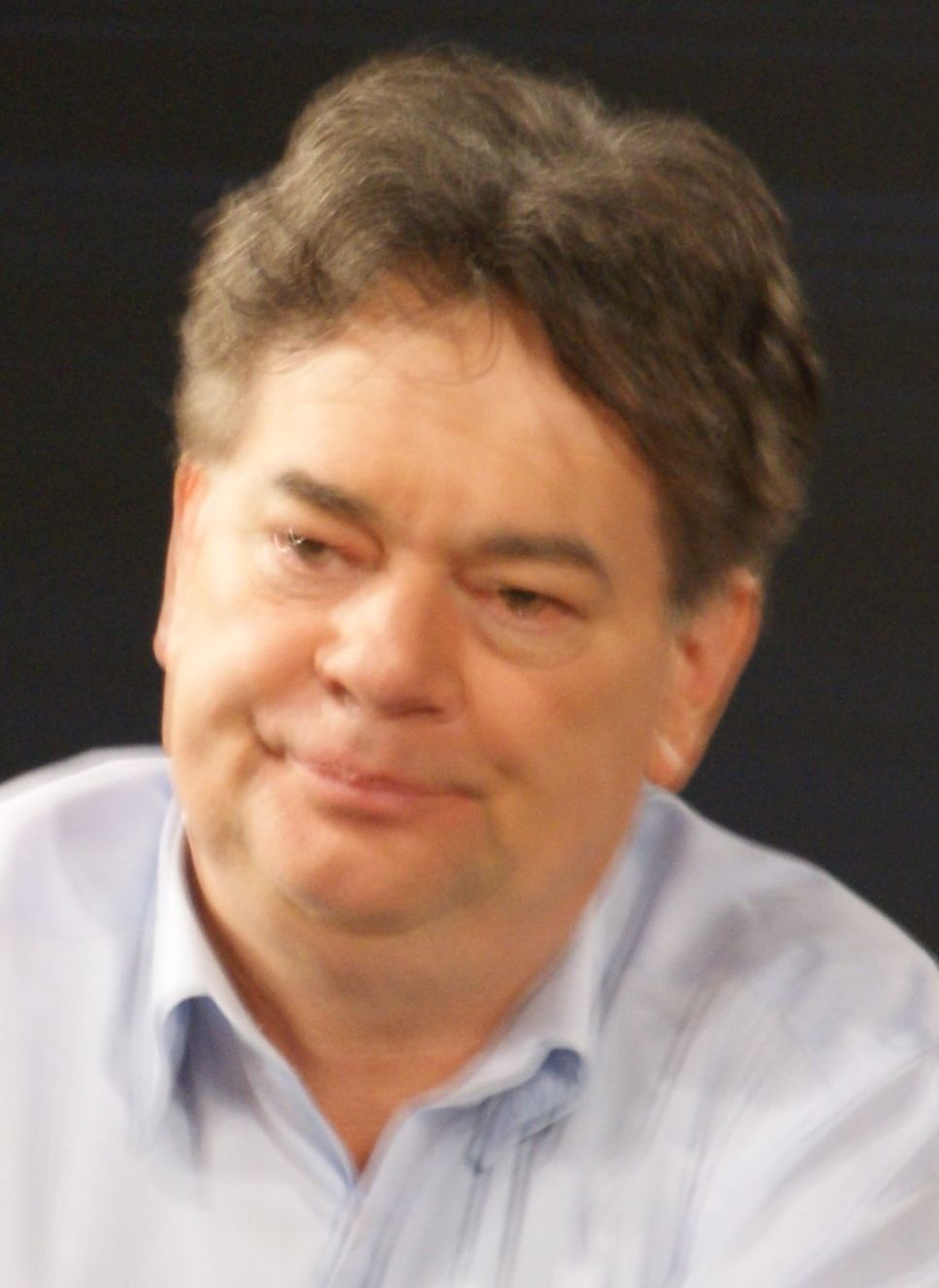
Werner Kogler (GRÜNE)

### Indulási feltételek
Ahhoz, hogy szövetségi szinten indulhasson a választáson, egy pártnak össze kell gyűjtenie 2600 érvényes aláírást, vagy megszerezni három parlamenti képviselő támogatását.
Ha egy párt csak egy államban indulna, államonként különböző számú aláírást kell összegyűjtenie. Ezek a küszöbök:
- 100 - Burgenland, Vorarlberg
- 200 - Karintia, Salzburg, Tirol
- 400 - Felső-Ausztria, Stájerország
- 500 - Alsó-Ausztria, Bécs

## Részvétel
|                       |                     |                  |           | jogosultak arányában | szavazók arányában |
| --------------------- | ------------------- | ---------------- | --------- | -------------------- | ------------------ |
| Választójogosult      | Választójogosult    | Választójogosult | 6 396 802 |                      |                    |
|                       | Szavazó             | Szavazó          | 4 835 469 | 75,6%                |                    |
|                       | érvényes szavazólap | 4 777 246        | 74,7%     | 98,8%                |                    |
| érvénytelen / hiányzó | 58 223              | 0,9%             | 1,2%      |                      |                    |
| Távolmaradó           | Távolmaradó         | 1 594 405        | 24,9%     |                      |                    |
|                       |                     |                  |           |                      |                    |

Négy polgár közül három ment el szavazni
A 6,4 millió szavazásra jogosult polgárból 4,8 millió vett részt a választásokon (76%). A részvételi arány alacsonyabb volt mint négy évvel korábban (-4,4%). A voksok közül közel hatvanezer volt érvénytelen (1,2%).
A legmagasabb a választói kedv Burgenlandban és Alsó-Ausztriában (81%), míg a legalacsonyabb Vorarlbergben volt (68%).
| Részvételi adatok tartományonként | Részvételi adatok tartományonként | Részvételi adatok tartományonként | Részvételi adatok tartományonként |
| Tartomány                         | Választó- jogosult                | Szavazó                           | Részvétel                         |
| --------------------------------- | --------------------------------- | --------------------------------- | --------------------------------- |
| Burgenland                        | 233 182                           | 189 911                           | 81,4%                             |
| Karintia (Kärnten)                | 437 776                           | 317 146                           | 72,4%                             |
| Alsó-Ausztria (Niederösterreich)  | 1 292 902                         | 1 042 486                         | 80,6%                             |
| Felső-Ausztria (Oberösterreich)   | 1 104 436                         | 858 039                           | 77,7%                             |
| Salzburg                          | 395 640                           | 302 123                           | 76,4%                             |
| Stájerország (Steiermark)         | 965 659                           | 722 189                           | 74,8%                             |
| Tirol                             | 543 044                           | 390 148                           | 71,8%                             |
| Vorarlberg                        | 274 499                           | 185 860                           | 67,7%                             |
| Bécs (Wien)                       | 1 149 664                         | 827 567                           | 72,0%                             |
| Összesen                          | 6 396 802                         | 4 835 469                         | 75,6%                             |

## Eredmények
| Párt           | Párt                  | Párt           | Szavazat  | Szavazat | Képviselő | Képviselő | +/– |
| -------------- | --------------------- | -------------- | --------- | -------- | --------- | --------- | --- |
|                | Néppárt               | ÖVP            | 1 789 417 | 37,5%    | 71        | 38,8%     | +9  |
|                | Szociáldemokrata Párt | SPÖ            | 1 011 868 | 21,2%    | 40        | 21,9%     | -12 |
|                | Szabadságpárt         | FPÖ            | 772 666   | 16,2%    | 31        | 16,9%     | -20 |
|                | Zöldek                | GRÜNE          | 664 055   | 13,9%    | 26        | 14,2%     | +26 |
|                | Az új Ausztria        | NEOS           | 387 124   | 8,1%     | 15        | 8,2%      | +5  |
|                |                       |                |           |          |           |           |     |
|                | Most – Pilz listája   | JETZT          | 89 169    | 1,9%     | 0         |           | -8  |
| további 7 párt | további 7 párt        | további 7 párt | 62 947    | 1,3%     | 0         |           | ±0  |
| Összesen       | Összesen              | Összesen       | 4 777 246 |          | 183       |           |     |

| Bővített eredménytáblázat | Bővített eredménytáblázat | Bővített eredménytáblázat | Bővített eredménytáblázat | Bővített eredménytáblázat | Bővített eredménytáblázat | Bővített eredménytáblázat     | Bővített eredménytáblázat | Bővített eredménytáblázat | Bővített eredménytáblázat |
| Párt                      | Párt                      | Párt                      | Szavazat                  | jogosultak arányában      | szavazók arányában        | érvényes szavazatok arányában | Küszöb                    | Képviselő                 | Képviselő                 |
| ------------------------- | ------------------------- | ------------------------- | ------------------------- | ------------------------- | ------------------------- | ----------------------------- | ------------------------- | ------------------------- | ------------------------- |
|                           | Néppárt                   | ÖVP                       | 1 789 417                 | 27,97%                    | 37,01%                    | 37,46%                        | ✓                         | 71                        | 38,80%                    |
|                           | Szociáldemokrata Párt     | SPÖ                       | 1 011 868                 | 15,82%                    | 20,93%                    | 21,18%                        | ✓                         | 40                        | 21,86%                    |
|                           | Szabadságpárt             | FPÖ                       | 772 666                   | 12,08%                    | 15,98%                    | 16,17%                        | ✓                         | 31                        | 16,94%                    |
|                           | Zöldek                    | GRÜNE                     | 664 055                   | 10,38%                    | 13,73%                    | 13,90%                        | ✓                         | 26                        | 14,21%                    |
|                           | Az új Ausztria            | NEOS                      | 387 124                   | 6,05%                     | 8,01%                     | 8,10%                         | ✓                         | 15                        | 8,20%                     |
|                           |                           |                           |                           |                           |                           |                               |                           |                           |                           |
|                           | Most – Pilz listája       | JETZT                     | 89 169                    | 1,39%                     | 1,84%                     | 1,87%                         | ✗                         | 0                         |                           |
|                           | Kommunista Párt           | KPÖ                       | 32 736                    | 0,51%                     | 0,68%                     | 0,69%                         | ✗                         | 0                         |                           |
|                           | Változás                  | WANDL                     | 22 168                    | 0,35%                     | 0,46%                     | 0,46%                         | ✗                         | 0                         |                           |
|                           | Sörpárt                   | BPÖ                       | 4 946                     | 0,08%                     | 0,10%                     | 0,10%                         | ✗                         | 0                         |                           |
| további 4 párt            | további 4 párt            | további 4 párt            | 3 097                     | 0,05%                     | 0,06%                     | 0,06%                         | ✗                         | 0                         |                           |
| Összesen                  | Összesen                  | Összesen                  | 4 777 246                 | 74,68%                    | 98,80%                    | 100%                          |                           | 183                       | 100%                      |
| érvénytelen               | érvénytelen               | érvénytelen               | 58 223                    | 0,91%                     | 1,20%                     |                               |                           |                           |                           |
|                           |                           |                           |                           |                           |                           |                               |                           |                           |                           |
| Szavazó                   | Szavazó                   | Szavazó                   | 4 835 469                 | 75,59%                    | 100%                      |                               |                           |                           |                           |
| Távolmaradó               | Távolmaradó               | Távolmaradó               | 1 561 333                 | 24,41%                    |                           |                               |                           |                           |                           |
|                           |                           |                           |                           |                           |                           |                               |                           |                           |                           |
| Választójogosult          | Választójogosult          | Választójogosult          | 6 396 802                 | 100%                      |                           |                               |                           |                           |                           |
|                           |                           |                           |                           |                           |                           |                               |                           |                           |                           |

### Tartományi eredmények
| Tartomány neve    | ÖVP       | ÖVP  | SPÖ      | SPÖ  | FPÖ      | FPÖ  | GRÜNE    | GRÜNE | NEOS     | NEOS | PILZ     | PILZ | Egyebek  | Egyebek | Érvényes szavazatok | Részvételi arány |
| Tartomány neve    | Szavazat  | %    | Szavazat | %    | Szavazat | %    | Szavazat | %     | Szavazat | %    | Szavazat | %    | Szavazat | %       | Összesen            | %                |
| ----------------- | --------- | ---- | -------- | ---- | -------- | ---- | -------- | ----- | -------- | ---- | -------- | ---- | -------- | ------- | ------------------- | ---------------- |
| Burgenland        | 71.394    | 38,3 | 54.850   | 29,4 | 32.334   | 17,4 | 14.928   | 8,0   | 9.047    | 4,9  | 2.325    | 1,2  | 1.472    | 0,8     | 189.192             | 81,1             |
| Karintia          | 108.450   | 34,9 | 81.354   | 26,2 | 61.522   | 19,8 | 29.323   | 9,4   | 21.006   | 6,8  | 5.164    | 1,7  | 3.663    | 1,1     | 310.482             | 72,1             |
| Alsó-Ausztria     | 373.420   | 42,9 | 174.261  | 20,0 | 148.761  | 17,1 | 87.586   | 10,1  | 62.248   | 7,2  | 14.922   | 1,7  | 8.265    | 0,9     | 883.182             | 68,3             |
| Felső-Ausztria    | 300.133   | 36,9 | 181.484  | 22,3 | 144.163  | 17,7 | 108.879  | 13,4  | 58.498   | 7,2  | 11.886   | 1,5  | 8.714    | 1,1     | 826.363             | 74.8             |
| Salzburg          | 124.937   | 47,3 | 43.924   | 16,6 | 37.849   | 14,3 | 29.956   | 11,3  | 20.865   | 7,9  | 3.766    | 1,4  | 2.715    | 1,0     | 267.570             | 67,6             |
| Stájerország      | 263.753   | 39,7 | 128.380  | 19,3 | 127.071  | 19,1 | 78.975   | 11,9  | 44.446   | 6,7  | 11.044   | 1,7  | 10.544   | 1,6     | 670.955             | 69,5             |
| Tirol             | 176.975   | 45,9 | 50.225   | 13,0 | 56.752   | 14,7 | 56.478   | 14,6  | 34.013   | 8,8  | 6.688    | 1,7  | 4.513    | 1,2     | 388.624             | 71,6             |
| Vorarlberg        | 67.413    | 36,7 | 24.167   | 13,2 | 27.075   | 14,7 | 33.136   | 18,0  | 24.880   | 13,5 | 3.895    | 2,1  | 3.119    | 1,7     | 185.107             | 67,4             |
| Bécs              | 140.793   | 24,1 | 168.850  | 28,9 | 83.343   | 14,2 | 111.285  | 19,0  | 50.998   | 8,7  | 18.574   | 3,2  | 11.339   | 1,9     | 590.466             | 51,4             |
| Ausztria összesen | 1.631.181 | 38,2 | 909.745  | 21,3 | 720.171  | 16,8 | 553.445  | 12,9  | 327.317  | 7,7  | 78.441   | 1,8  | 54.502   | 1,2     | 4.329.398           | 67,7             |

Az Osztrák Néppárt Bécset kivéve az összes tartományban első helyen végzett, a legnagyobb arányban a hagyományosan néppárti fellegvárnak számító nyugati tartományokban győzedelmeskedett. 
A Szociáldemokrata Párt Bécsben, Burgenlandban és Karintiában végzett a legjobb helyen országosan. 
A Szabadságpárt Karintiában és Stájerországban szerepelt a legjobban országosan, ám Karintiában a másodikról, a harmadik helyre estek vissza annak ellenére, hogy a tartomány korábban a párt fellegvára volt.

## Fordítás
Ez a szócikk részben vagy egészben  a   Nationalratswahl in Österreich 2019 című német Wikipédia-szócikk ezen változatának fordításán alapul.  Az eredeti cikk szerkesztőit annak laptörténete sorolja fel. Ez a jelzés csupán a megfogalmazás eredetét és a szerzői jogokat jelzi, nem szolgál a cikkben szereplő információk forrásmegjelöléseként.